# Frank Grønlund
Frank Grønlund (13 dicembre 1952) è un allenatore di calcio ed ex calciatore norvegese, di ruolo difensore.

## Carriera

### Giocatore

#### Club
Grønlund vestì la maglia del Lillestrøm dal 1970 al 1983, vincendo due campionati (1976 e 1977) e tre Coppe di Norvegia (1977, 1978 e 1981). Dal 1984 al 1985, fu allenatore-giocatore dello Skeid.

#### Nazionale
Conta 2 presenze per la Norvegia. Esordì il 31 ottobre 1981, in occasione della sconfitta per 4-1 contro l'Ungheria.

### Allenatore
Dopo aver guidato lo Skeid, fu tecnico dell'Aurskog/Finstadbru, nel 1987.

## Palmarès

### Giocatore

#### Club

##### Competizioni nazionali
- Campionato norvegese: 2

Lillestrøm: 1976, 1977
- Coppa di Norvegia: 3

Lillestrøm: 1977, 1978, 1981